# Quỳnh Nghĩa
Quỳnh Nghĩa là một xã ven biển về phía đông nam của huyện Quỳnh Lưu, tỉnh Nghệ An.

## Địa lý
Quỳnh Nghĩa nằm cách thị trấn Cầu Giát 10 km về phía đông, cách Thành phố Vinh 70 km về phía bắc theo đường bộ, 50 km đường chim bay (Theo bản đồ 1/100.000 GT - QS 1960).
Địa giới:
- Phía Bắc giáp xã Quỳnh Minh.
- Nam giáp xã Tiến Thủy.
- Đông giáp Vịnh bắc bộ.
- Tây giáp xã An Hòa và xã Quỳnh Yên, lấy dòng thủy lưu Mai Giang làm ranh giới.

Diện tích: 7.1 Km vuông. Trong đó có 220.37 ha đất thổ cư và 489.63 ha đất nông nghiệp
Tổng số nhân khẩu có 2025 hộ, 7985 khẩu được phân bổ trong 11 thôn bao gồm.
| STT | Tên thôn/xóm/ấp/khu phố | Mã bưu chính |
| --- | ----------------------- | ------------ |
| 1   | Thôn 1                  |              |
| 2   | Thôn 2                  |              |
| 3   | Thôn 3                  |              |
| 4   | Thôn 4                  |              |
| 5   | Thôn 5                  |              |
| 6   | Thôn 6                  |              |
| 7   | Thôn 7                  |              |
| 8   | Thôn Nghĩa Bắc          |              |
| 9   | Thôn Nghĩa Phú          |              |
| 10  | Thôn Hòa Đông           |              |
| 11  | Thôn Hòa Bình           |              |

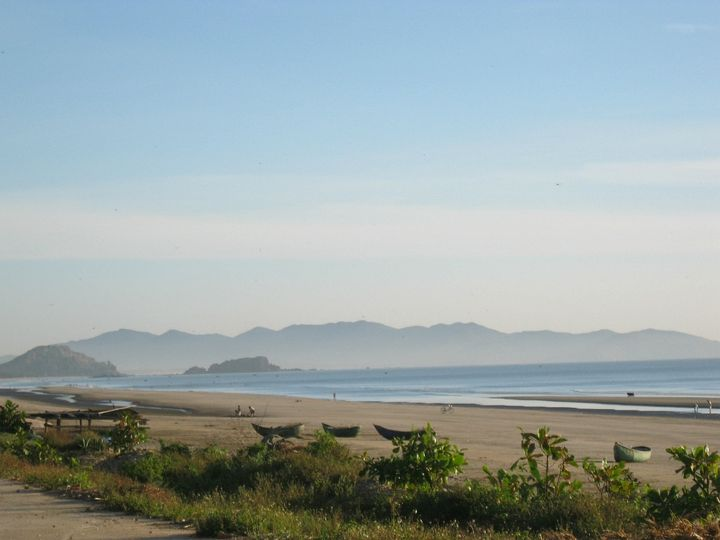
Biển Quỳnh

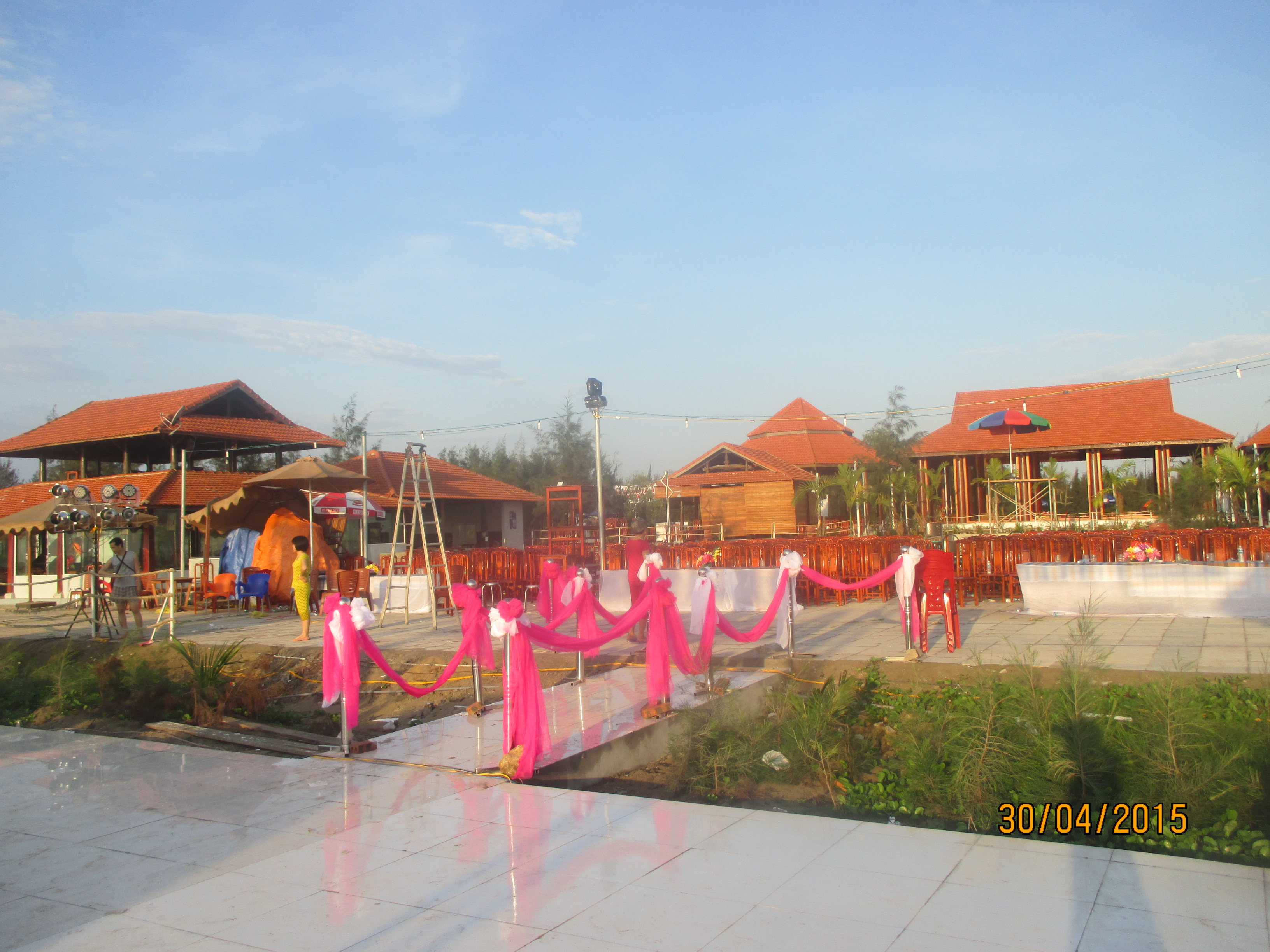
Rubi star resort

Phía bắc trước năm 1945 gọi là xóm Eo hay Nắc, nay gọi là xóm 1. Phía tây trước đây gọi là xóm Nại (hoặc Thọ ông, Cố Bản) nay gọi là xóm Nghĩa Bắc (xóm 10). Phía nam là xóm Hòa Đông, Hòa Bình (trước đây gọi là xóm Thuận Bàng, Nghĩa Thành).Thời kỳ cải cách ruộng đất, các xóm chia thành 3 hợp tác xã dựa theo nghề nghiệp là HTX Nghĩa Đông là HTX về nông nghiệp(bao gồm 7 thôn từ 1 đến 7 bây giờ). HTX Nghĩa Thành là HTX về đánh bắt thủy sản(bao gồm 2 thôn Hòa Đông, Hòa Bình) và HTX Nghĩa Hùng là HTX về Diêm nghiệp(Bao gồm 2 thôn Nghĩa Phú và Nghĩa Bắc).
Địa hình chủ yếu là đồng bằng, phía đông chạy dọc ven biển có nhiều cồn cát,cồn đá, phía Bắc có rải rác các cồn sò điệp, phía tây có con sông Mai Giang chảy qua, phía đông nam là núi Rồng với mũi Đầu Rồng vươn dài ra biển.

## Lịch sử hình thành
Làng Phú Nghĩa từ thế kỷ X-XII thuộc Trang Nghĩa Lộ.
Đời Lê, xã này là một phần của xã Hoàn Nghĩa, sau đổi thành xã Phú Nghĩa
Thời nhà Nguyễn, làng Phú Nghĩa thuộc tổng Phú Hậu, huyện Quỳnh Lưu, Phủ Diễn Châu, Tỉnh Nghệ An.
Năm Quý Sửu(1913) tức Duy Tân năm thứ 7 chia Phú Nghĩa thành 2 làng Phú Nghĩa Thượng và Phú Nghĩa Hạ.
Sau khi nước Việt Nam Dân chủ Cộng hòa ra đời (2/9/1945), làng Phú Nghĩa được đổi thành xã Phú Nghĩa, là 1 trong 16 xã của huyện Quỳnh Lưu thời kì đó.
Sau cải cách ruộng đất 1956, Xã Phú Nghĩa tách thành 3 xã là: Quỳnh Nghĩa (Phú Nghĩa Thượng) Quỳnh Phong và Quỳnh Tiến (Phú Nghĩa Hạ). Năm 1976 hai xã Quỳnh Phong và Quỳnh Tiến được sát nhập lại thành xã Tiến Thủy 
Ngày 1/12/2024, theo Nghị quyết số 1243/NQ-UBTVQH15 của Ủy ban Thường vụ Quốc hội về việc sắp xếp đơn vị hành chính cấp huyện, cấp xã của tỉnh Nghệ An giai đoạn 2023 - 2025. Xã Phú Nghĩa được thành lập trên cơ sở nhập toàn bộ diện tích tự nhiên, dân số của 2 xã: Tiến Thủy, Quỳnh Nghĩa. Xã  Phú Nghĩa giáp các xã An Hòa, Minh Lương, Quỳnh Yên, Thuận Long và Biển Đông.
Ngày 14/06/2025, theo  Nghị quyết số 1678/NQ-UBTVQH15 sắp xếp các ĐVHC cấp xã của tỉnh Nghệ An. Xã Phú Nghĩa tiếp tục được sáp nhập cùng các xã An Hòa, Thuận Long, Văn Hải để hình thành xã mới là xã Quỳnh Phú. 

### Di chỉ Quỳnh Nghĩa

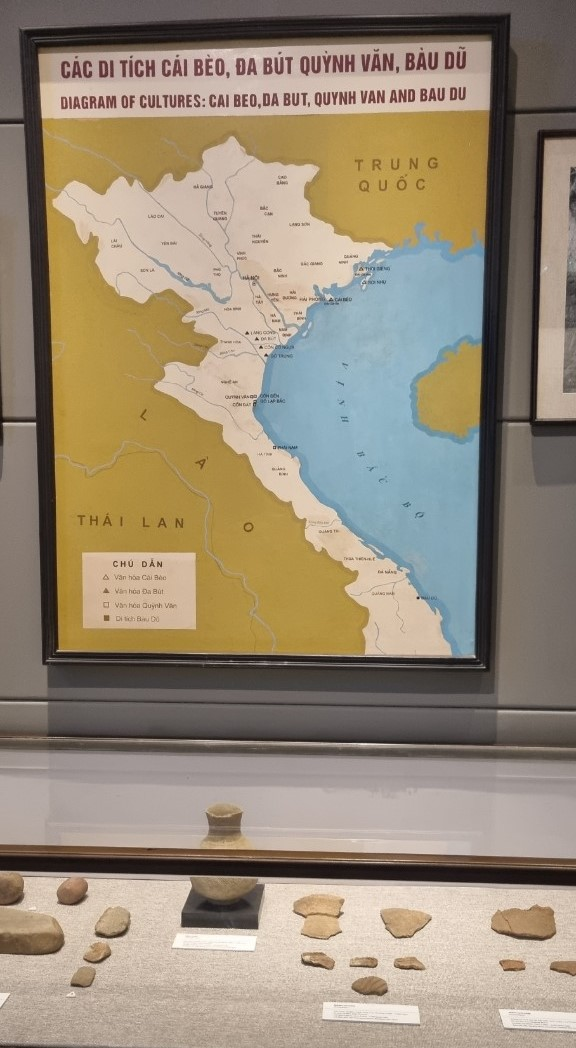
Các hiện vật thời kỳ đồ đá của di chỉ Quỳnh Văn

Quỳnh Nghĩa là nơi có sự xuất hiện của loài người từ rất sớm, với các di chỉ cồn điệp cùng thời kì với 
di chỉ Quỳnh Văn, hiện nay tại bảo tàng Lịch sử Việt Nam vẫn còn trưng bày một số hiện vật cổ được tìm thấy ở đây.
Di chỉ khảo cổ học được phát hiện năm 1978, tại xã Quỳnh Nghĩa, huyện Quỳnh Lưu, Nghệ An. Hiện vật thu được
một lưỡi cuốc khá lớn với trọng lượng xấp xỉ 2kg, dài 28cm, lưỡi rộng 7,3cm, dày 2,5cm; chuôi tra cán cao
2,5cm, rộng 3,5cm, hai vai cân rộng trên dưới 1cm. hình dáng, trọng lượng rất thích hợp với việc đào xới đất. Nó được chế tạo từ đá gốc màu xám xanh, hạt mịn độ cứng cao, toàn thân phủ lớp pasin mỏng màu xám tro, hai
vai vuông cân xứng. Có vết ghè, mài, đẽo, cưa. Thuộc thời kim khí, niên đại ước chừng trên dưới 3.000 năm
cách ngày nay.
- Cồn Đất

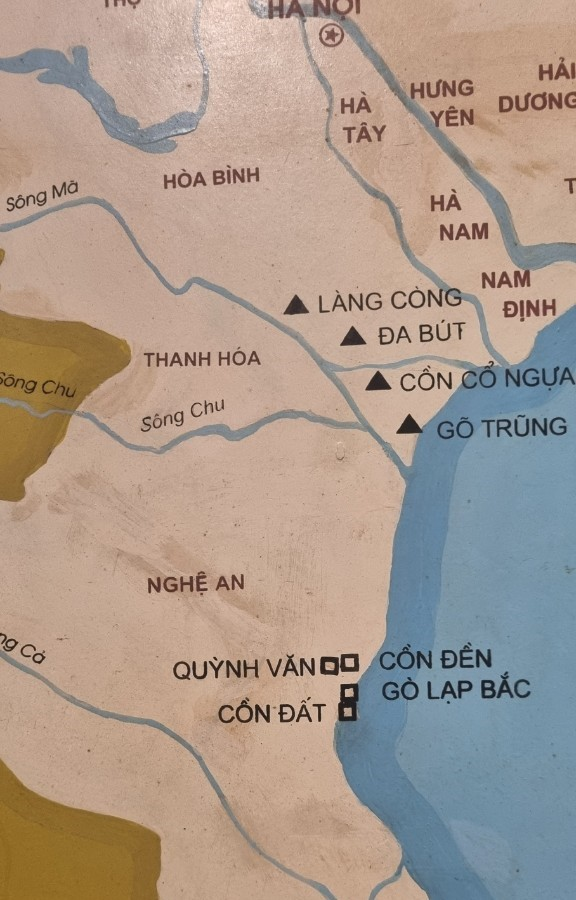
Bản đồ vị trí Di chỉ Cồn Đất và Gò lạp bắc trong văn hóa Quỳnh Văn. Ảnh chụp tại bảo tàng Lịch sử Việt Nam.

Di chỉ tại thôn Nghĩa Đông, xã Quỳnh Nghĩa, huyện Quỳnh Lưu, tỉnh Nghệ An. Phát hiện năm 1979. Đây là một 
Điệp lớn hình bát úp có dấu vết hoạt động của người nguyên thủy. Tầng văn hoá dày 1 – 11m ở trong hố đào 
dày từ 2 – 7,5m bao gồm vỏ điệp, sò, hàu, các loại ốc, cua, lẫn mùn nâu và than tro. Căn cứ vào di vật đồ 
gốm ta thấy có 2 gian đoạn sớm muộn ở địa điểm này gốm văn chải đáy nhọn có mặt ở lớp sớm, gốm văn đáy nhọn
thừng đáy tròn lác đác ở giai đoạn sớm, chiếm địa vị độc tôn ở gian đoạn sau.
Hiện vật bao gồm: Đồ đá có công cụ sản xuất gồm có: công cụ chặt 1 chiếc, chày 13 chiếc, hòn kê 7 chiếc,
bàn nghiền 3 chiếc, những viên cuội không có dấu vết gia công 276 hòn; Đồ gốm hơn 5000 mảnh 40 chiếc đáy 
các loại, gồm: gốm văn đập kiểu nan rá. Gốm văn chải 2 mặt đáy nhọn, gốm văn thừng chiếm 55% tổng số mảnh
gốm, gốm trang trí văn thừng ở ngoài văn chải ở trong, đáy tròn thuộc nửa đầu thiên niên kỷ II trước 
Công Nguyên. Thể hiện bước chuyển tiếp giữa văn hoá khảo cổ học Quỳnh Văn với văn hoá sau đó ở vùng Nghệ Tĩnh.

## Địa danh
- Đền Thượng nằm ở thôn 2 xã Quỳnh Nghĩa.
- Cây Trôi là cây Muỗng có tuổi đời từ 600-700 tuổi, thân rộng đến 12 người ôm, là nơi nghỉ ngơi lý tưởng của người dân khi đi làm đồng về do nó có tán xòe rộng như một cái tán khổng lồ. Có nhiều truyền thuyết về cây Trôi nhưng có lẽ truyền thuyết về tên gọi của nó là đáng tin cậy hơn cả. Vì theo các cụ già bảo là cây này do hạt trôi dạt từ biển vào, mọc lên cạnh bờ biển, do thời gian dài nên dần dần bờ biển lùi dần ra xa như ngày nay. Thật đáng tiếc là cây Trôi đã bị quật ngã trong cơn bão số 7 lịch sử năm 1989. Đến nay cây Trôi chỉ còn là hoài niệm của người dân nơi đây.
- Cây Đề: Đây là một cây lớn lâu đời ở thôn 5 đã bị chặt bỏ để làm đường. Đoạn đường tại vị trí cây này sau này mọc lên khu chợ tạm nên gọi là chợ cây Đề. Sau khi chuyển chợ về vị trí đình Trung cũ như hiện tại thì chợ tạm cây Đề cũng dẹp bỏ.
- Chùa Đế Thích: Chùa Đế Thích được xây dựng từ đời Trần, ban đầu gồm có hai tòa chính tẩm và thiêu hương, thờ Phật Thích ca, Ngọc Hoàng và Tam thế.Trong chùa có trống lễ, khánh đá, chuông đồng và thạch bi. Chùa có ruộng hương hỏa để phục vụ tế tự, do sãi chùa quản lí. Đặc biệt có Giếng nước trong mát và cây trôi cổ thụ cao 20m, tuổi thọ khoảng 600 năm ngay trước chùa làm tôn thêm cho cả vùng đền chùa linh thiêng, sầm uất và che mát cho dân làng buổi trưa hè lúc dừng chân. Chùa nằm ngay phía sau khuôn viên của đền Thượng, tạo thành một cụm di tích tâm linh cho người dân trong khu vực. Sau thời gian và chiến tranh tàn phá, chùa chỉ còn là phế tích.Đến nay, chùa đã được các cấp thẩm quyền tỉnh Nghệ An chấp nhận cho phục hồi lại.

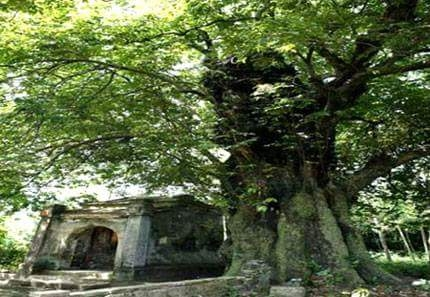
Cây Trôi 600 năm tuổi

- Cây Trôi 600 năm tuổiNúi Rồng nằm ở phía nam xã,kéo dài từ phía tây ra tận biển với mũi Đầu Rồng, nơi đây có nhiều cảnh đẹp như Hòn Ông, Hòn Bà, Hòn Nắp Ấm,Vũng Ao Tiên...
- Đình Trung là một trong những ngôi đình lớn và đẹp nhất Quỳnh Lưu,nay đã bị phá.
- Bãi tắm Quỳnh Nghĩa Kéo dài 2.5 km bắt đầu từ điểm tiếp giáp với bãi biển Quỳnh Minh kéo dọc đến chân núi Rồng, bãi biển ở đây thoãi, cát mịn và trong Du khách có thể kết hợp tắm biển cùng với thăm đền Thượng hoặc tổ chức khám phá và tổ chức cắm trại trên núi Rồng, cùng với các bãi biển Quỳnh Bảng, Quỳnh Phương, tạo nên khu du lịch biển Quỳnh chạy dọc bãi Ngang dài hơn 10 km.

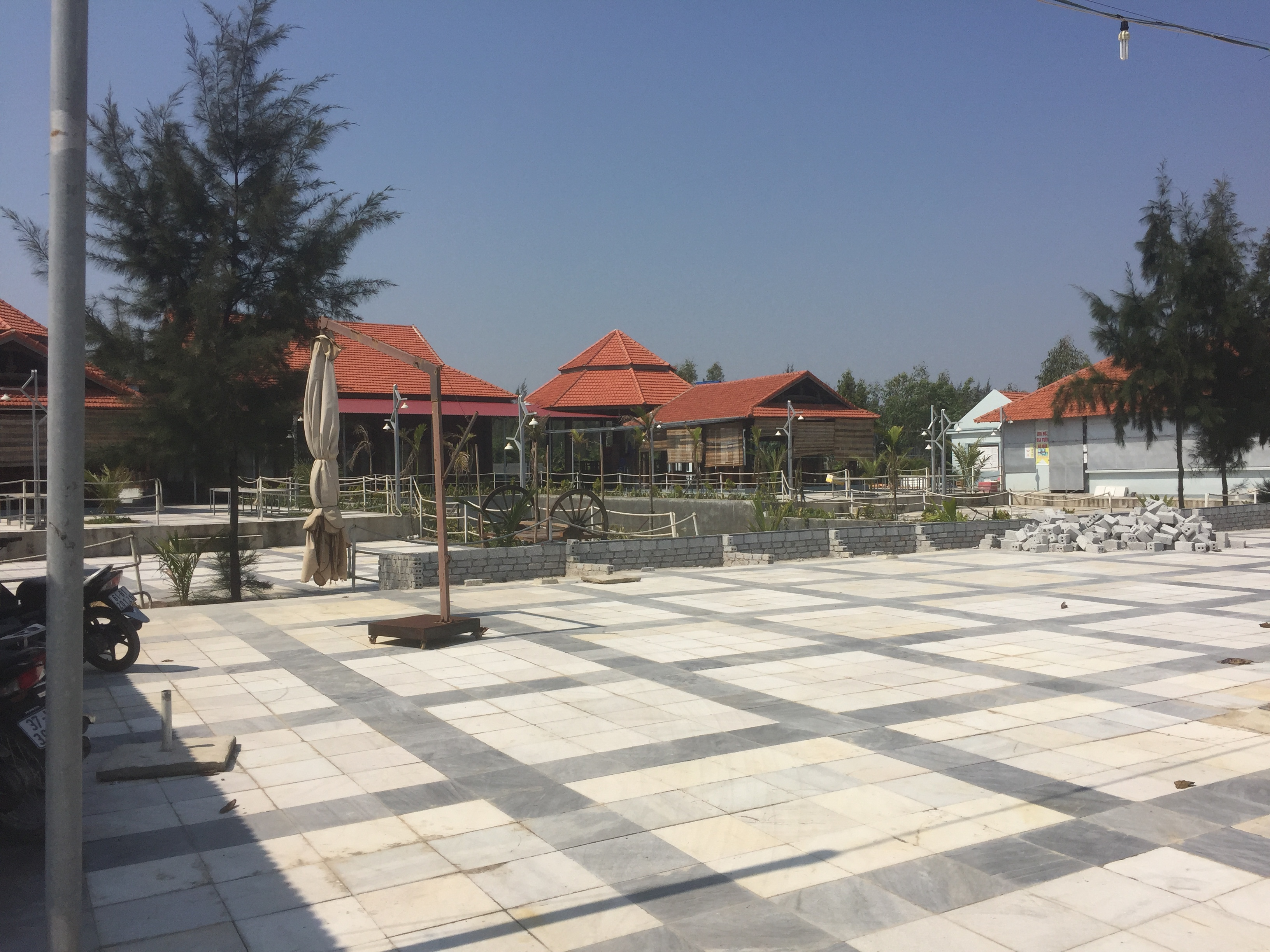
Quynh resort

- Kênh Nhà Lê nối từ  kinh đô Hoa Lư đến Đèo Ngang đi qua xã Quỳnh Nghĩa, là tuyến đường thủy đầu tiên trong lịch sử Việt Nam và được coi là tuyến đường Hồ Chí Minh trên sông vì những đóng góp cho các cuộc chiến tranh của người Việt (hiện là một đoạn của sông Hàu theo tên gọi địa phương).

## Kinh tế
Nghề nghiệp: Đa dạng và phong phú, Có nghề nông truyền thống với 1.400 lao động với diện tích sản xuất là 210 ha.
Có nghề sản xuất muối với 800 lao động và diện tích là 48.5 ha ô nại.
Nghề mũi nhọn là đánh bắt hải sản từ lộng ra khơi với 120 đội tàu thuyền có công suất bình quân 300cv, 600 lao động, tổng thu nhập hàng năm từ 35 -40 tỷ đồng.
Nghề mộc truyền thống, sản phẩm đa dạng này càng thu hút nhiều khách hàng và đáp ứng nhu cầu ngày càng phát triển của thị trường.
Nghề dịch vụ theo yêu cầu xây dựng và dân sinh.
Nổi tiếng với bãi biển đẹp, nhiều tiềm năng, xã Quỳnh Nghĩa đang nỗ lực kêu gọi vốn đầu tư vào khu du lịch bãi tắm Quỳnh Nghĩa theo định hướng quy hoạch của tỉnh, đây sẽ là hướng đột phá trong phát triến kinh tế của xã trong những năm tiếp theo.
Hiện có hơn 3000 người con xã Quỳnh Nghĩa đang lao động trong nước và nước ngoài.

## Quy hoạch

### Quy Hoạch đô thị
- Quỳnh Nghĩa được quy hoạch đô thị từ khá sớm, bắt đầu với quy hoạch thị tứ ( Đô thị loại VI) rồi thị trấn Quỳnh Nghĩa ( Đô thị loại V) và hiện tại là một phần trong quy hoạch đô thị loại IV Sơn Hải- Quỳnh Nghĩa theo Quyết định số 1168/QĐ-UBND ngày 29/4 năm 2022. [4]
- Đô thị Sơn Hải - Quỳnh Nghĩa (đô thị loại IV): Là đô thị biển phía Đông Nam huyện Quỳnh Lưu được hình thành từ đô thị Sơn Hải và các xã Quỳnh Thuận, Quỳnh Long, Tiến Thủy, Quỳnh Nghĩa, Quỳnh Minh, với 2 trung tâm là đô thị Sơn Hải và đô thị Quỳnh Nghĩa.[5]

### Quy hoạch du lịch
Bãi biển Quỳnh Nghĩa năm trong quy hoạch chung Khu du lịch biển Quỳnh (các xã ven biển), trung tâm là các xã Quỳnh Bảng, Quỳnh Nghĩa: Diện tích: 698,54ha. Đây sẽ là khu du lịch nghỉ dưỡng, phục vụ nhu cầu nghỉ dưỡng, vui chơi, giải trí... Du lịch văn hóa - lịch sử: Phát triển trên cơ sở phát huy giá trị các di tích văn hóa lịch sử, kiến trúc cổ, văn hóa tâm linh, tín ngưỡng...
- Quy hoạch xây dựng mới chợ du lịch biển.

### Quy hoạch giao thông.
Được quy hoạch là 1 trong 2 trung tâm của vùng đô thị Sơn Hải - Quỳnh Nghĩa, QN cũng được quy hoạch, lên kế hoạch triển khai nhiều tuyến đường giao thông trọng điểm trong thời gian tới.
1. Đường ven biển : Tuyến đường ven biển đi qua xã Quỳnh Nghĩa được thiết kế đường cấp 3 đồng bằng, gồm 2 làn xe, hiện đang được triển khai thi công.
2. Đường trục trung tâm huyện nối từ QL1 tại xã Quỳnh Hồng đi biển Quỳnh Nghĩa.

### Quy hoạch công nghiệp
Cụm công nghiệp làng nghề Quỳnh Nghĩa tại xã Quỳnh Nghĩa có quy mô 25ha, phục vụ hậu cần nghề cá.